# Stazione di San Felice a Cancello
La stazione di San Felice a Cancello (anche nota come stazione di San Felice a Cancello - Arienzo, e chiamata comunemente San Felice) è una stazione ferroviaria posta sulla linea EAV Benevento-Cancello. Serve l'omonimo comune ed è situata nella sua periferia.

## Strutture e impianti
La stazione dispone di due binari passanti per il servizio viaggiatori, di cui il secondo è effettivamente utilizzato, mentre il primo serve solo per eventuali incroci. Inoltre, è presente un binario tronco in disuso, che in passato serviva lo scalo merci, ora chiuso; ed un fabbricato viaggiatori impresenziato e chiuso, fatta eccezione per la sala d'attesa.

## Movimento
La stazione è servita da treni regionali svolti da Ente Autonomo Volturno. Ha un traffico scarso e dovuto perlopiù a pendolari.
Dall'8 marzo 2021 il servizio è temporaneamente sospeso e sostituito da bus, per consentire i lavori di ammodernamento e manutenzione della linea.